# Tworzywo – Gazeta Studencka
Tworzywo – Gazeta Studencka – internetowy blog społeczno-kulturalny tworzony przez studentów dziennikarstwa UWM w Olsztynie, zrzeszonych w kole naukowym „PRO MEDIA”.
Pierwszą inicjatywą członków koła naukowego, było uruchomienie dwutygodnika internetowego „Tworzywo”. W 2010 roku „Tworzywo” stało się tygodnikiem internetowym, ponadto został uruchomiony fanpage na portalu Facebook. W 2012 roku  wydano papierową wersję pisma. Pierwszy numer kwartalnika „Tworzywo – Gazeta Studencka” ukazał się w nakładzie tysiąca egzemplarzy. Pod koniec grudnia 2012 roku uruchomiony został dodatek internetowy. Koło naukowe „PRO MEDIA” współpracuje z Galą „Mediatory” oraz organizuje wyjazdy na warsztaty „OSPA” w Krakowie.
Pismo skierowane jest do środowiska akademickiego. „Tworzywo” unika opisywania funkcjonowania uczelni, skupia się na samych studentach, ich zainteresowaniach i ogólnie pojętej kulturze i rozrywce. „Tworzywo – Gazeta Studencka” w całości przygotowywana jest przez studentów dziennikarstwa Uniwersytetu Warmińsko-Mazurskiego w Olsztynie.

## Redakcja
- redaktor naczelny: Maciej Kruszyński
- zastępca redaktora naczelnego: Piotr Maślij
- redaktor prowadząca: dr Anita Frankowiak
- redaktorzy działów i współpracownicy:  Hanna Łozowska, Nel Pruchniewska, Arkadiusz Sprung, Rafał Herman, Paweł Jaszczanin, Patryk Pietkiewicz, Adriana Kozłowska, Michał Kaźmierczak, Kamil Kowalski, Ireneusz Stolarski, Kinga Perużyńska, Zuzanna Smulska
- byli współpracownicy: Krzysztof Kleczkowski, Marcin Wójcik, Tomasz Kopka, Michał Mańkowski, Michał Chrostek, Dorota Piotrowicz, Anna Liberadzka, Katarzyna Boczarska, Aneta Olender, Edyta Hołdyńska, Mateusz Jaworski, Klaudia Bernat, Adam Nowiński, Tomasz Kowalski, Marek Żuławnik, Mateusz Paczkowski, Aneta Koziestańska, Aleksandra Pikała, Paulina Kulesza, Paweł Makowski, Jakub Rećko, Tomasz Gołdyn